# Franklin, Massachusetts
Franklin är en stad i Norfolk County i delstaten Massachusetts, USA. Vid 2020 års folkräkning hade Franklin 33 261 invånare.

## Kända personer från Franklin
- Arthur Brodeur, filolog
- Peter Laviolette, ishockeytränare
- Horace Mann, politiker och skolreformator
- Jermaine Samuels Jr., basketspelare